# キム・スーチョル
キム・スーチョル（SOO CHUL KIM、1991年12月10日 - ）は、韓国の男性総合格闘家。初代ONE世界バンタム級王者。第4代ROAD FCバンタム級王者。第4代ROAD FCフェザー級王者。ROAD FC 63kgトーナメント2023優勝。ROAD FC初の2階級制覇王者。

## 来歴
子供の頃から日本の格闘技ゲームと日本の総合格闘技団体『PRIDE』が大好きで、特にPRIDEは中学の頃になると毎日見ていた。その影響を受けて高校2年の時から総合格闘技を始める。
そこから1年足らずの2010年8月8日、RISING ON3のフェザー級タイトルマッチで王者の金山康宏を相手にプロデビュー戦を行い、1Rに腕ひしぎ十字固めで一本勝ちを収め、王座獲得に成功するとともにデビュー戦勝利となった。

### ONE FC
2012年10月6日、ONE FC 6のONE初代世界バンタム級王座決定戦でレアンドロ・イッサと約1年振りに再戦し、2RKO勝ちを収め初代王座獲得に成功した。デビューから僅か2年で2つ目のベルトを獲得。
2013年10月18日、ONE FC 11のONE世界バンタム級王座統一戦で暫定王者のビビアーノ・フェルナンデスと対戦し、0-3の判定負けを喫し正規王座から陥落した。

### RIZIN
2015年12月31日、RIZIN初参戦となったRIZIN FIGHTING WORLD GRAND-PRIX 2015 IZAの舞で、無敗のJungle Fightバンタム級王者のマイケ・リニャーレスと対戦し、膠着により両者にイエローカードが提示される展開となるも3-0の判定勝ちを収めた。
2017年4月15日、ROAD FC 59のROAD FCバンタム級王座決定戦でキム・ミンウと対戦し、3-0の判定勝ちを収め王座獲得に成功した。

#### 引退
2017年12月23日に行われたROAD FCの授賞イベント「ROAD FC AWARDS 2017」の受賞スピーチの中で、「自分がこの競技で成し遂げたかったことはすべて実現できたと思う」と述べ、突如引退を表明。保持していたROAD FCバンタム級王座を返上した。後にこの引退は、持病の強迫性障害・パニック障害が悪化したことが原因だったと公表した。

#### 現役復帰
2019年12月14日、ROAD FC57の中山巧、清水俊一とのグラップリングマッチで現役復帰。2020年にMMAでの現役復帰を宣言するも、新型コロナウイルスの感染拡大によるパンデミックで復帰戦が遠のいていた。
2021年9月14日、ROAD FC 59のROAD FCフェザー級王座決定戦でパク・ヘジンと約4年5ヵ月振りのMMA復帰戦を行うも、1Rにギロチンチョークによる一本負けを喫し、王座獲得に失敗した。
2022年5月13日、ROAD FC 60のROAD FCフェザー級タイトルマッチで王者パク・ヘジンとダイレクトリマッチを行い、2Rにハイキックを効かせた後パンチ連打によるKO勝利を収め、即リベンジをすると共に王座獲得に成功しROAD FC史上初の2階級制覇王者となった。
2022年5月、インタビューで「日本で戦いたい気持ちが強いです。でもRIZINから声が掛からないので、潮時かな(苦笑)。2015年のRIZINでのマイケ・リニャーレス戦の試合内容は、自分でも全然満足できないモノでした。自分らしい試合を日本の人々の前で披露したい。今後、日本で活躍できる機会を得ることができるなら、自分の名前を憶えてもらえる颯爽とした試合をしたいです」と話した。
その後、RIZINと再契約。

### RIZIN
2022年9月25日、約6年9ヵ月振り2度目のRIZIN出場となったRIZIN.38で、RIZINバンタム級JAPANグランプリ2021王者の扇久保博正と対戦。テイクダウンを重ね、パンチにより扇久保を2カ所顔面骨折させるなど試合を優位に進め、3-0の判定勝ちを収めた。
2022年11月、ROAD FCフェザー級王座を返上。
2022年12月31日、RIZIN.40のRIZIN×BELLATOR全面対抗戦・次鋒戦で元Bellator世界バンタム級王者フアン・アーチュレッタと対戦し、1-2の判定負けを喫した。試合後には判定が物議を醸し、選手やファンから「スーチョルが勝ってた」という声も多く上がるような僅差の試合だった。
2023年5月、大晦日の試合結果を受けて、「このままRIZINで戦っても王者になることができない。もっと経験を積まないといけない」と感じたことからROAD FCのトーナメント参戦を決意。6月24日、ROAD FC 64のROAD FC 63kgトーナメント・1回戦でアレクセイ・インデンコと対戦し、1Rにギロチンチョークによる一本勝ち。8月26日、準決勝でブルーノ・アゼベドと対戦し、3-0の判定勝ち。10月29日、決勝戦で元GLADIATORフェザー級王者の原口央と対戦し、2Rに右ストレートからのパウンドによるTKO勝ちを収め、トーナメント優勝を果たした。
2024年4月29日、RIZIN.46で元PANCRASEフェザー級王者の中島太一と対戦し、2Rに左フックでダウンを奪いパウンドでTKO勝ちを収めた。試合終了後には感情を爆発させて涙を流した。
2024年9月29日、RIZIN.48でRIZINバンタム級タイトルマッチを行い、井上直樹と対戦。1Rに左フックを受けてグラつくと左右の連打でダウンを奪われ、パウンドとパンチの連打を受けてTKO負け。キャリア初のKO負けを喫すると共に、ベルトを獲得することが出来なかった。
2024年10月27日、ROAD FC 070のROAD FC 63kgトーナメント・準決勝でキム・ヒョンウと対戦し、3-0の判定勝ちを収めた。2024年12月29日、ROAD FC 071のROAD FC 63kgトーナメント・決勝でRIZINに参戦しているヤン・ジヨンと対戦し、左フックからのパウンドで1RTKO負けを喫し準優勝に終わりトーナメント連覇はならなかったものの、後にジヨンの頭がスーチョルの顔面に直撃してそれがKOに繋がったことが判明したためバッティングによりノーコンテストとなった。
2025年5月31日、RIZIN WORLD SERIES in KOREAで元修斗バンタム級王者の佐藤将光と13年ぶりに再戦し、0-3の判定負け。

## 人物・エピソード
- 日本の格闘技ゲームと日本の格闘技団体『PRIDE』が好きで、中学生になると毎日PRIDEを見ていた。その影響から高校2年生で総合格闘技を始めた。その頃にハマっていたゲームは『ストリートファイター2』『キングオブファイターズ』『鉄拳』[15]。
- PRIDEで特に好きなファイターは五味隆典[15]。
- そのため、2015年にPRIDEの後継団体のRIZINと契約して出場した際にはRIZINを『PRIDEの時から自分が望んでいた夢の舞台』としており、「中学の頃に憧れていた闘技場（さいたまスーパーアリーナ）で戦えた事で、自分もついにここまで来たのか…と感激しました」と話している[15]。
- 2024年9月まで対日本人戦績が10戦10勝であり、「日本人キラー」と名高い[1]。2024年9月以降はRIZINで井上直樹や佐藤将光に破れたことで連勝記録は途絶えたが大きく勝ち越している[12]。
- 2024年時点でRIZINと契約を結んでいるが、スーチョルの師匠が現ROADの会長であるため、その師弟関係からROAD FCとも契約を結んでいる。
- 入場時は花道を物凄い速さで走って登場する。あまりの速さに花道のカメラは本人の姿を捉えられない。
- 自身の評価について、母国の韓国より日本での人気の方が高いことを認識している。「こんな話をして良いのか分からないですが、正直なところ、韓国よりも日本での人気が高いとずっと感じています（笑）。韓国での状況を考えると悲しくなってしまいますが、そうやって日本の皆さんが自分のことを応援してくれることを、とてもありがたく思っています」、「自分はSNSを頻繁にする方ではないのですが、Instagramへのメッセージはすべてが日本のファンからですね」と話した[16][10]。
- 自身のRIZINでのファイトマネーは、2022年時点で「2試合したら原州市に大きな一軒家が買える額です」と明かした[17]。そのことから韓国の格闘技ファンの間では『RIZINでは1試合で、推定1億5000ウォン～2億ウォン以上（推定1700～2200万円以上、2000万円クラス）』と世界でも上位のファイトマネーであることが話題になった。2024年には妻と子供のために3000万円以上するマンションを購入した[2]。しかし、スーチョル自身の小遣いは月2万円と本人が語っている[2]。
- 2022年大晦日のRIZINで勝利したら妻に日本のゲーム機のNintendo Switchを買ってもらう約束をしたが叶わず、その後、妻に『RIZINで王者になったらNintendo Switchを買ってもらう』という約束をしている。スイッチで特にやってみたいゲームソフトは『スーパーマリオ』『ゼルダの伝説』『あつまれ どうぶつの森』。「この3つは必ずやりたいです」と答えている[18]。2024年には『ポケモン』も、スーチョルのやってみたいゲームリストに追加された[19]。

密着動画
- RIZIN公式YouTube、キム・スーチョルの密着動画『Preparation』（2022）[映像 1]
- RIZIN公式YouTube、キム・スーチョルの特集動画『RIZIN CONFESSIONS #160』（2024）[映像 2]

## 戦績

### プロ総合格闘技
| 総合格闘技 戦績 | 総合格闘技 戦績 | 総合格闘技 戦績 | 総合格闘技 戦績 | 総合格闘技 戦績 | 総合格闘技 戦績 | 総合格闘技 戦績 |
| --------------- | --------------- | --------------- | --------------- | --------------- | --------------- | --------------- |
| 34 試合         | (T)KO           | 一本            | 判定            | その他          | 引き分け        | 無効試合        |
| 23 勝           | 8               | 6               | 9               | 0               | 1               | 1               |
| 9 敗            | 1               | 3               | 5               | 0               | 1               | 1               |

| 勝敗 | 対戦相手                   | 試合結果                                        | 大会名                                                      | 開催年月日     |
| ×    | 佐藤将光                   | 5分3R終了 判定0-3                               | RIZIN WORLD SERIES in KOREA                                 | 2025年5月31日  |
| -    | ヤン・ジヨン               | 1R 1:02 ノーコンテスト（バッティング）          | ROAD FC 071 【ROAD FC 63kgトーナメント 決勝】               | 2024年12月29日 |
| ○    | キム・ヒョンウ             | 5分3R終了 判定3-0                               | ROAD FC 070 【ROAD FC 63kgトーナメント 準決勝】             | 2024年10月27日 |
| ×    | 井上直樹                   | 1R 3:55 TKO（スタンドパンチ連打）               | RIZIN.48 【RIZINバンタム級王座決定戦】                      | 2024年9月29日  |
| ○    | 中島太一                   | 2R 0:06 KO（左フック）                          | RIZIN.46 【日韓対抗戦】                                     | 2024年4月29日  |
| ○    | 原口央                     | 2R 4:25 TKO（右ストレート→パウンド）            | ROAD FC 066 【ROAD FC 63kgトーナメント 決勝】               | 2023年10月29日 |
| ○    | ブルーノ・アゼベド         | 5分3R終了 判定3-0                               | ROAD FC 065 【ROAD FC 63kgトーナメント 準決勝】             | 2023年8月26日  |
| ○    | アレクセイ・インデンコ     | 1R 0:55 ギロチンチョーク                        | ROAD FC 064 【ROAD FC 63kgトーナメント 1回戦】              | 2023年6月24日  |
| ×    | フアン・アーチュレッタ     | 5分3R終了 判定1-2                               | RIZIN.40 【RIZIN×BELLATOR全面対抗戦 次鋒戦】                | 2022年12月31日 |
| ○    | 扇久保博正                 | 5分3R終了 判定3-0                               | RIZIN.38                                                    | 2022年9月25日  |
| ○    | パク・ヘジン               | 2R 0:09 KO（ハイキック→パンチ連打）             | ROAD FC 060 【ROAD FCフェザー級タイトルマッチ】             | 2022年5月13日  |
| ×    | パク・ヘジン               | 1R 4:50 ギロチンチョーク                        | ROAD FC 059 【ROAD FCフェザー級王座決定戦】                 | 2021年9月14日  |
| ○    | キム・ミンウ               | 5分3R終了 判定3-0                               | ROAD FC 038 【ROAD FCバンタム級王座決定戦】                 | 2017年4月15日  |
| ○    | 清水俊一                   | 2R 3:49 腕ひしぎ十字固め                        | ROAD FC 035                                                 | 2016年12月10日 |
| ○    | ジュマビエク・トルスン     | 1R 2:51 TKO（左ボディ→パウンド）                | ROAD FC 032                                                 | 2016年7月2日   |
| ○    | マーカス・ブリメージ       | 5分3R終了 判定3-0                               | ROAD FC 029                                                 | 2016年3月12日  |
| ○    | マイケ・リニャーレス       | 3R（10分/5分/5分）終了 判定3-0                  | RIZIN FIGHTING WORLD GRAND-PRIX 2015 IZAの舞                | 2015年12月31日 |
| △    | マルロン・サンドロ         | 5分3R終了 判定0-0                               | ROAD FC 025                                                 | 2015年8月22日  |
| ○    | 中原太陽                   | 1R 4:48 ギロチンチョーク                        | ROAD FC 024 in Japan                                        | 2015年7月25日  |
| ○    | ワグナー・カンポス         | 1R 2:18 TKO（右跳び膝蹴り→パウンド）            | ROAD FC 021                                                 | 2015年2月1日   |
| ○    | 田村一聖                   | 1R 2:41 リアネイキッドチョーク                  | ROAD FC 015                                                 | 2014年5月31日  |
| ○    | 手塚基伸                   | 1R 1:58 TKO（パウンド）                         | ROAD FC 014                                                 | 2014年2月9日   |
| ×    | ビビアーノ・フェルナンデス | 5分5R終了 判定0-3                               | ONE FC 11：Total Domination 【ONE世界バンタム級王座統一戦】 | 2013年10月18日 |
| ○    | レアンドロ・イッサ         | 2R 0:15 TKO（右フック→パウンド）                | ONE FC 6：Rise of Kings 【ONE世界バンタム級王座決定戦】     | 2012年10月6日  |
| ○    | ケビン・ベリンゴン         | 5分3R終了 判定3-0                               | ONE FC 5：Pride of a Nation                                 | 2012年8月31日  |
| ○    | 佐藤将光                   | 4R 1:27 TKO（ドクターストップ：カットでの出血） | ROAD FC 008                                                 | 2012年6月16日  |
| ×    | ムン・ジェフン             | 5分3R終了 判定0-3                               | ROAD FC 007                                                 | 2012年6月16日  |
| ×    | グスタボ・ファルシローリ   | 1R 1:12 リアネイキッドチョーク                  | ONE FC 2：Battle of Heroes                                  | 2012年2月11日  |
| ×    | レアンドロ・イッサ         | 5分3R終了 判定0-3                               | ONE FC：Champion vs. Champion                               | 2011年9月3日   |
| ○    | 中村健太                   | 5分3R終了 判定3-0                               | ROAD FC 003                                                 | 2011年7月24日  |
| ×    | アンドリュー・レオーネ     | 1R 0:28 ギロチンチョーク                        | PRO Fighting 5                                              | 2011年7月17日  |
| ○    | ソ・ジェヒョン             | 5分3R終了 判定3-0                               | ROAD FC 002                                                 | 2011年4月15日  |
| ○    | キム・ヒョリン             | 1R 1:50 ギロチンチョーク                        | ROAD FC 001                                                 | 2011年7月24日  |
| ○    | 金山康宏                   | 1R 4:43 腕ひしぎ十字固め                        | RISING ON 3 【RISING ONフェザー級タイトルマッチ】           | 2010年8月8日   |

## 獲得タイトル
- RISING ONフェザー級王座（2010年）
- 初代ONE世界バンタム級王座 (2012年)
- 第4代ROAD FCバンタム級王座（2017年）
- 第4代ROAD FCフェザー級王座（2022年）
- ROAD FC 63kgトーナメント 優勝（2023年）

### 試合映像
1. ↑  『【試合映像】キム・スーチョル vs. マイケ・リニャーレス / Soo Chul Kim vs. Maike Linhares - IZAの舞 (2015)』RIZIN公式YouTubeチャンネル、2015年。
2. ↑  『【試合映像】扇久保博正 vs. キム・スーチョル / Hiromasa Ougikubo vs. Soo Chul Kim - RIZIN.38』RIZIN公式YouTubeチャンネル、2022年。
3. ↑  『【試合映像】キム・スーチョル vs. フアン・アーチュレッタ / Soo Chul Kim vs. Juan Archuleta - RIZIN.40』RIZIN公式YouTubeチャンネル、2022年。
4. ↑  『【試合映像】中島太一 vs. キム・スーチョル / Taichi Nakajima vs. Soo Chul Kim - Yogibo presents RIZIN.46』RIZIN公式YouTubeチャンネル、2024年5月7日。
5. ↑  『【試合映像】井上直樹 vs. キム・スーチョル / Naoki Inoue vs. Soo Chul Kim -RIZIN.48』RIZIN公式YouTubeチャンネル、2024年。

### 補足映像
1. ↑  『【番組】RIZIN CONFESSIONS #106（※番組内で試合映像＆扇久保博正戦とキム・スーチョルによる試合振り返りドキュメンタリー番組）』RIZIN公式YouTubeチャンネル、2022年。
2. ↑  『【番組】RIZIN CONFESSIONS #114（※番組内で試合映像＆フアン・アーチュレッタとキム・スーチョルによる試合振り返りドキュメンタリー番組）』RIZIN公式YouTubeチャンネル、2022年。
3. ↑  『【番組】RIZIN CONFESSIONS #149（※番組内で試合映像＆キム・スーチョルと中島太一による試合振り返りドキュメンタリー番組）』RIZIN公式YouTubeチャンネル、2024年。
4. ↑  『【番組】RIZIN CONFESSIONS #163（※番組内で試合映像＆キム・スーチョルと井上直樹による試合振り返りドキュメンタリー番組）』RIZIN公式YouTubeチャンネル、2024年。

### 映像資料
1. ↑  『【密着】Preparation | キム・スーチョル / Soo Chul Kim - RIZIN.40』RIZIN公式YouTubeチャンネル、2022年。
2. ↑  『【番組】RIZIN CONFESSIONS #160（※番組内でスーチョル特集）』RIZIN公式YouTubeチャンネル、2024年。